# Michael Kohlmann
Michael Kohlmann (Hagen, 11 de enero de 1974) es un jugador profesional de tenis alemán.

## Torneos ATP

### Dobles

#### Títulos
| Leyenda                |
| Grand Slam (0)         |
| Tennis Masters Cup (0) |
| ATP Masters Series (0) |
| ATP Tour (5)           |

| N.º | Fecha                   | Torneo     | Superficie    | Pareja          | Oponentes en la final              | Resultado       |
| --- | ----------------------- | ---------- | ------------- | --------------- | ---------------------------------- | --------------- |
| 1.  | 11 de febrero de 2002   | Copenhague | Dura          | Julian Knowle   | Jiří Novák Radek Štěpánek          | 7-6(10) 7-5     |
| 2.  | 30 de diciembre de 2002 | Chennai    | Dura          | Julian Knowle   | František Čermák Leoš Friedl       | 7-6(1) 7-6(3)   |
| 3.  | 10 de enero de 2005     | Auckland   | Dura          | Yves Allegro    | Simon Aspelin Todd Perry           | 6-4 7-6(4)      |
| 4.  | 10 de abril de 2006     | Houston    | Tierra batida | Alexander Waske | Julian Knowle Jürgen Melzer        | 5-7 6-4 10-5    |
| 5.  | 29 de enero de 2007     | Zagreb     | Moqueta       | Alexander Waske | František Čermák Jaroslav Levinský | 7-6(5) 4-6 10-5 |

#### Finalista
- 1999: Bournemouth (junto a Nicklas Kulti pierden ante David Adams y Jeff Tarango)
- 2000: Gstaad (junto a Nicklas Kulti pierden ante David Adams y Jeff Tarango)
- 2002: Mallorca (junto a Julian Knowle pierden ante Mahesh Bhupathi y Leander Paes)
- 2003: Copenhague (junto a Julian Knowle pierden ante Tomáš Cibulec y Pavel Vízner)
- 2003: San Petersburgo (junto a Rainer Schüttler pierden ante Julian Knowle y Nenad Zimonjić)
- 2004: Casablanca (junto a Yves Allegro pierden ante Enzo Artoni y Fernando Vicente)
- 2004: Long Island (junto a Yves Allegro pierden ante Antony Dupuis y Michaël Llodra)
- 2005: San José (junto a Yves Allegro pierden ante Wayne Arthurs y Paul Hanley)
- 2005: Gstaad (junto a Rainer Schüttler pierden ante František Čermák y Leoš Friedl)
- 2006: Casablanca (junto a Alexander Waske pierden ante Julian Knowle y Jürgen Melzer)
- 2006: Halle (junto a Rainer Schüttler pierden ante Fabrice Santoro y Nenad Zimonjić)
- 2009: Newport (junto a Rogier Wassen pierden ante Jordan Kerr y Rajeev Ram)
- 2010: Múnich (junto a Eric Butorac pierden ante Oliver Marach y Santiago Ventura)
- 2011: Bangkok (junto a Alexander Waske pierden ante Olivier Marach y Aisam-Ul-Haq Qureshi)